# Nelly
Cornell Haynes, Jr. poznatiji pod Nelly (St. Louis, Missouri, SAD, 2. studenog 1974.) američki je pjevač i reper. Dosada je izdao četiri studijska albuma i tridesetak singlova od kojih je najuspješniji "Dilemma", te se posebno izdvajaju neki poput "Hot in Herre".

## Životopis

### Djetinjstvo i početak karijere (1974. – 2001.)
Život mladog Nellya, koji je svojoj obitelji poznatiji kao Cornell Haynes Jr., nije bio najblistaviji, a odvijao se na ulicama St. Louisa, koje su ga uvele u svijet uličnog repa. Nelly je razvio sposobnost repanja priča sa zanimljivim rimama. Sa svojim srednjoškolskim prijateljima oformio je skupinu St. Lunatics, koji su 1996. godine imali i lokalni hit "Gimmie What You Got". Nelly se među njima isticao po svom jednostavnom i prepoznatljivom dijalektu, ali i po besramnom koketiranju s pop-repom, s laganim i zaraznim stihovima i refrenima, koji su se lako dali pjevati zajedno s njim. No potpisati ugovor s izdavačem bilo je jednako teško i frustrirajuće kao i danas, u poplavi novih i novih repera, pa je skupina zajednički odlučila da Nelly ima najviše šanse da u tome uspije kao samostalni reper. Ovaj rizični potez se pokazao uspješnim. Nelly je uskoro potpisao za Universal Records, koji mu je 2000. objavio prvi album Country Grammar. Njegov debitantski album Country Grammar četiri puta nominiran za prestižne Grammy nagrade. Ni jednu nije osvojio, ali je album prodao u 9 milijuna primjeraka. Nelly nije zaboravio svoje St. Lunaticse, pa su se i oni pojavili na albumu, koji je došao na vrh američke top liste albuma i tamo ostao sedam tjedana. Te godine izdaje dva uspješna singla "Ride Wit Me" i "Country Grammar". Iako je Nelly preko noći postao rep "zvijezda", on i danas izričito naglašava da je oduvijek bio i ostat će član St. Lunaticsa. Nelly je ispunio svoje obećanje da ih neće zaboraviti, kada je 2001. godine, uz njegovu pomoć, objavljen debitantski album St. Lunaticsa Free City s hit singlom "Midwest Swing".

### Nellyville (2002. – 2003.)
Samo godinu dana kasnije i to ponovno u ljeto, izlazi album Nellyville i prvi singl "Hot in Herre". Brojevi jedan svih top lista svijeta osvojeni su ponovno preko noći, a da nije Eminema, Nelly bi sigurno bio najveća rep zvijezda današnjice. Tjednima se singl i album nisu skidali s broja jedan američke top liste, a osim spomenutog Eminema, s vrha se mogao skinuti jedino sam i to sa svojim vlastitim novim singlom "Dilemma".

## Vanjske poveznice
- Službena web stranica

Napomena:Dio ovoga teksta je preuzet sa službenih stranica Otvorenog Radija, uz dozvolu autora teskta. Za dozvolu vidi ovdje preuzeto - 2. rujna 2009.